# Барр, Маргарет Элизабет
Маргарет Элизабет Барр-Бигелоу (англ. Margaret Elizabeth Barr Bigelow; 1923—2008) — канадский миколог. Известна своим вкладом в систематику аскомицетовых грибов.

## Биография
Маргарет Барр родилась в небольшом городе Элкхорн в канадской провинции Манитоба 16 апреля 1923 года. Училась в Университете Британской Колумбии, в 1950 году получила степень бакалавра, а в 1952 — магистра.
В 1956 году Барр вышла замуж за миколога Говарда Бигелоу. Через неделю Барр была присвоена степень докторов философии за работу Taxonomic position of the genus Mycosphaerella as shown by comparative developmental studies. После этого Барр и Бигелоу некоторое время работали в Монреальском университете.
С 1957 по 1987 Барр и Бигелоу работали в Университете Массачусетса. Через два года после смерти Говарда в 1987 году Барр переехала в город Сидни в Британской Колумбии.
Барр издала более 150 научных публикаций, посвящённых различных аскомицетам. Описание последнего новый вид, описанного ей, было опубликовано в 2007 году.
Барр скончалась 1 апреля 2008 года в Сидни.

## Роды и виды грибов, названные в честь М. Э. Барр
- Barrella Ahn & Shearer, 1995 [syn.  Pseudoyuconia Lar.N.Vassiljeva, 1983]
- Barria Z.Q.Yuan, 1994
- Barrina A.W.Ramaley, 1997
- Barrmaelia Rappaz, 1995
- Margaretbarromyces Mindell, Stockey, Beard & Currah, 2007
- Mebarria J.Reid & C.Booth, 1989
- Bricookea barriae Shoemaker & C.E.Babc., 1989
- Gibbera barriae L.Holm & K.Holm, 1980
- Hysterium barrianum E.W.A.Boehm, A.N.Mill., Mugambi, Huhndorf & C.L.Schoch, 2009
- Leptosphaeria barriae Shoemaker, 1985
- Paraphaeosphaeria barriae Checa, 2002
- Phaeosphaeria barriae Fallah, J.L.Crane & Shearer, 1998
- Plagiostoma barriae Sogonov, 2008
- Trichometasphaeria barriae Chleb., 2009
- Wettsteinina barriae Shoemaker & C.E.Babc., 1987